# Кармакшински район
Кармакшински район (на казахски: Қармақшы ауданы) е съставна част на Къзълординска област, Казахстан. Административен център е град Жосало. Обща площ 30 030 км2 и население 53 780 души (по приблизителна оценка към 1 януари 2020 г.).